# Ciężków (powiat poddębicki)
Ciężków – wieś w Polsce położona w województwie łódzkim, w powiecie poddębickim, w gminie Poddębice.
| SIMC    | Nazwa    | Rodzaj    |
| ------- | -------- | --------- |
| 0710279 | Olszynki | część wsi |

W latach 1975–1998 miejscowość położona była w województwie sieradzkim.